# 예빈 (1998년)
예빈(본명: 강예빈, 姜예빈, 1998년 10월 19일 ~ )은 과거 대한민국의 걸 그룹 희나피아의 메인래퍼이다.

## 학력
- 과천초등학교(졸업)
- 과천중학교(졸업)
- 서울공연예술고등학교 실용음악과(졸업)

## 생애
예빈은 1998년 10월 19일 경기도 고양시 일산에서 태어났다. 2002년 이후부터 줄곧 경기도 과천에서 자랐다.

## 출연 작품

### 텔레비전 프로그램
- 2015년 Mnet 《쇼미더머니》
- 2016년 Mnet 《PRODUCE 101》

### 뮤직비디오
- 2015년 세븐틴 '만세'